# Albert Galliton Harrison
Albert Galliton Harris (Mount Sterling, 26 giugno 1800 – Fulton, 7 settembre 1839) è stato un politico statunitense, per tre mandati Rappresentante degli Stati Uniti d'America  e un detentore di schiavi.

## Biografia
Nato a Mount Sterling, nel Kentucky, Harrison si laurò alla Transylvania University, a Lexington (Kentucky), nel 1820. Venne poi ammesso alla professione legale e cominciò il suo praticantato in legge a Mount Sterling. Sette anni dopo, si trasferì a Fulton.
Harrison servì come membro della Board of Visitors nella United States Military Academy a West Point, nel 1828, e dal 1829 al 1835 fu membro della commissione che regolava i titoli fondiari derivanti dalle sovvenzioni spagnole.

### Congresso
Nel 1832 venne eletto come rappresentante dei democratici jacksoniani al 24-simo Congresso (4 marzo 1835 - 3 marzo 1837). Harrison venne ri-eletto come rappresentante democratico al 25-simo e al 26-simo Congresso (4 marzo 1837 - 7 settembre 1839).

### Morte
Albert G. Harrison morì sei mesi dopo l'inizio del terzo mandato a Fulton, all'età di 39 anni, nel 1839. I suoi resti vennero seppelliti nel Cimitero del Congresso a Washington.

## Tributi
La Contea di Harrison, nel Missouri, è stata nominata così in suo onore, così come la città di Harrisonville nella Contea di Cass, nel Missouri.